# Euglenida
Euglenida is een orde in de taxonomische indeling van de Euglenozoa. Deze micro-organismen hebben geen vaste vorm en hebben schijnvoetjes. Met deze schijnvoetjes kunnen ze voortbewegen en zich voeden. Euglenida werd in 1884 ontdekt door Butschli.